# Lipkowo
Lipkowo (deutsch Lindenhof) ist ein kleiner Ort in der polnischen Woiwodschaft Ermland-Masuren, der zur Stadt-und-Land-Gemeinde Olecko (Marggrabowa, umgangssprachlich auch Oletzko, 1928 bis 1945 Treuburg) im Powiat Olecki (Kreis Oletzko, 1933 bis 1945 Kreis Treuburg) gehört.

## Geographische Lage
Lipkowo liegt innerhalb des Grenzbereichs der Stadt-und-Land-Gemeinde Olecko zur Landgemeinde Wieliczki (Wielitzken, 1938 bis 1945 Wallenrode) im Osten der Woiwodschaft Ermland-Masuren, sechs Kilometer südöstlich der Kreisstadt Olecko.

## Geschichte
Das kleine Gutsdorf Lindenhof wurde 1706 als Abbau Liehr nahe Wielitzken gegründet. Den Namen Lindenhof trug der Ort erst ab dem 11. Oktober 1910.
Die Zuordnung zu einer Gemeinde ist nicht ganz sicher. Wahrscheinlich ist aber wohl die Verbindung mit Wielitzken, dem späteren Wallenrode im Kreis Oletzko im Regierungsbezirk Gumbinnen der preußischen Provinz Ostpreußen.
Mit dem gesamten südlichen Ostpreußen kam Lindenhof 1945 in Kriegsfolge zu Polen und trägt seither die polnische Bezeichnung „Lipkowo“. Der Ort gehört heute zum Verbund der Stadt-und-Land-Gemeinde Olecko im Powiat Olecki, bis 1998 der Woiwodschaft Suwałki, seither der Woiwodschaft Ermland-Masuren zugehörig.

## Religionen
Bis 1945 war Lindenhof in die evangelische Kirche Wielitzken in der Kirchenprovinz Ostpreußen der Kirche der Altpreußischen Union und in die katholische Pfarrkirche Marggrabowa (Treuburg) im Bistum Ermland eingepfarrt.
Heute gehört Lipkowo katholischerseits zur Pfarrkirche Mariä-Geburt in Wieliczki im Bistum Ełk der Römisch-katholischen Kirche in Polen. Hier lebende evangelische Kirchenglieder halten sich zu den Kirchen in Ełk (Lyck) bzw. Suwałki in der Diözese Masuren der Evangelisch-Augsburgischen Kirche in Polen.

## Verkehr
Lipkowo liegt unweit der Woiwodschaftsstraße DW 655 und ist über eine Stichstraße direkt anzufahren. 
Über Wieliczki besteht Bahnanschluss an die Bahnstrecke Olecko–Suwałki, die allerdings augenblicklich nur unregelmäßig befahren wird.